# Kayeli (lud)
Kayeli – indonezyjska grupa etniczna z wyspy Buru (Moluki). Według danych szacunkowych ich populacja w latach 80. XX w. wynosiła ok. 800 osób. Są blisko spokrewnieni z ludem Buru.
Niegdyś posługiwali się własnym językiem kayeli z wielkiej rodziny austronezyjskiej, został on jednak wyparty przez malajski amboński i lisela (li enyorot). Obszar języka kayeli obejmował rejon zatoki Namlea w północno-wschodniej części Buru oraz tereny wzdłuż wybrzeża aż do rzeki Samalagi. Pomimo utraty rodzimego języka wśród ludności Kayeli utrzymało się poczucie odrębności etnicznej. Wyznają islam w odmianie sunnickiej.
Na etnogenezę ludu Kayeli złożyły się przesiedlone w połowie XVI wieku rody przywódców plemiennych z ludu Buru. Później grupa etniczna zmieszała się z Ambończykami i przybyszami z innych wysp wschodniej Indonezji. Gospodarka ludu Kayeli bazuje na rybołówstwie, wydobyciu sago oraz produkcji olejku kajeputowego.